# Vengaboys
Vengaboys je nizozemská eurodance popová skupina, která byla založena v roce 1997 v Rotterdamu. Skupinu vytvořili dva nizozemští producenti Wessel van Diepen a Dennis van der Driesschen. Součástí skupiny jsou zpěvačky Kim Sasabone a Denise Post-Van Rijswijk a zpěváci Robin Pors a Donny Latupeirissa.
Historie:
1996–1998: Vznik, Up and Down – The Party Album
Název „Vengaboys“ byl původně označením elektronického hudebního projektu nizozemských producentů Danskiho a Delmunda, kteří působili jako DJové na počátku 90. let. V roce 1997 se rozhodli tento název použít pro popovou skupinu a jako hlavní zpěvačku vybrali Molucko-nizozemskou zpěvačku Kim Sasabone. Po několika konkurzech skupinu doplnili Denise Post-Van Rijswijk, Roy den Burger a Robin Pors.
V srpnu 1997 skupina vydala svůj debutový singl „Parada de Tettas“, následovaný písní „To Brazil!“ v prosinci 1997 a „Up and Down“ v únoru 1998. V dubnu 1998 vydali své debutové album Up & Down – The Party Album v Nizozemsku a Belgii. Album získalo zlatou desku v Nizozemsku. Následoval singl „We Like to Party!“ v květnu, který dosáhl 2. místa v nizozemské hitparádě a 1. místa v Belgii v červnu 1998.
V říjnu skupina vydala „Boom, Boom, Boom, Boom!!“ a album Greatest Hits! Part 1, které se dostalo na 1. místo nizozemské hitparády.
V listopadu 1998 se Vengaboys dostali do britské singlové hitparády na 4. místo se singlem „Up and Down“. „We Like to Party!“ byl mezinárodně vydán v roce 1999 a stal se hitem v Top 10 v mnoha evropských zemích, Kanadě, Austrálii, a na Novém Zélandu. V americkém žebříčku Billboard Hot 100 dosáhl 26. místa.
V červnu 1999 vydali Vengaboys album Greatest Hits! Part 1 pod názvem The Party Album své debutové studiové album. Singl „Boom Boom Boom Boom“ obsadil první místo v žebříčcích ve Velké Británii, na Novém Zélandu a v Nizozemsku. V listopadu 1999 byl „Boom, Boom, Boom, Boom!!“ také použit v reklamě v Japonsku na Nissan Wingroad (pětimístné kombi).
„We're Going to Ibiza“, předělávka hitu „Barbados“ od Typically Tropical z roku 1975, se také v září 1999 dostala na první místo v Nizozemsku. Album strávilo 30 po sobě jdoucích týdnů v americkém žebříčku Billboard 200, a v listopadu 1999 získalo zlatou desku (500 000 prodaných kusů).
Remixové album vyšlo v lednu 2000 a obsahovalo nové taneční remixy písní z debutového alba Vengaboys.
2000–2002: Odchod Porse, The Platinum Album a pauza
Krátce před vydáním dalšího studiového alba skupinu opustil Pors, aby se věnoval sólové kariéře, a byl nahrazen cvičitelem delfínů Yorickem Bakkerem.
Album The Platinum Album vyšlo na začátku roku 2000 a skupina s ním pokračovala v úspěchu – první tři singly „Kiss (When the Sun Don't Shine)“, „Shalala Lala“ a „Uncle John from Jamaica“ se umístily v hitparádách v Evropě, Austrálii, na Novém Zélandu a v Kanadě, přičemž první dva obsadily první místo v žebříčku na Novém Zélandu. Pro čtvrtý singl z alba, „Cheekah Bow Bow (That Computer Song)“, skupina získala virtuálního člena – animovanou postavu Cheekah.
V roce 2002 skupinu opustili Post-Van Rijswijk a Bakker a skupina ukončila svou činnost.
2007–2009: Návrat na scénu a změny v sestavě
V roce 2007 se skupina vrátila na klubovou scénu s novým členem Donnym Latupeirissou, známým také jako Ma'Donny, který nahradil den Burgera v roli Kovboje. V té době se ke skupině opět připojili Post-Van Rijswijk a Bakker. V roce 2009 se ke skupině znovu přidal také Pors, zatímco Bakker skupinu opět opustil.
2010–2013: The Best of Vengaboys
V roce 2010 skupina vydala nový singl „Rocket To Uranus“, který vznikl ve spolupráci se zpěvákem a skladatelem Petem Burnsem a americkou celebritou Perezem Hiltonem. Videoklip měl premiéru 6. června na nizozemské televizní stanici TMF a byl zveřejněn ve 2D i 3D verzi na jejich oficiálních stránkách a YouTube kanálu.
V prosinci 2011 skupina vydala album The Best of Vengaboys v Austrálii.
V lednu 2013 skupina poprvé zahrála cover verzi písně „Hot, Hot, Hot“ během svého národního turné v Austrálii. Tato píseň byla v červenci 2013 vydána jako singl.
V té době také Kim Sasabone otěhotněla.
2014–2015: X-mas Party Album
V lednu 2014 Robin Pors v rozhovoru v Dubaji uvedl, že skupina plánuje pokračovat v turné po Evropě a zároveň připravuje budoucí vystoupení na Blízkém východě a v Indii. Kromě svých největších hitů a tehdejšího aktuálního singlu „Hot, Hot, Hot“ prý pracovali i na nových, dosud nevydaných skladbách. Zároveň oznámil, že na rok 2014 je plánováno vydání nového materiálu. V květnu 2014 vyšel nový remix jejich singlu „To Brazil“ pod názvem „2 Brazil“.
V listopadu 2014 bylo vydáno nové album s názvem The X-mas Party Album, které obsahuje všechny hity Vengaboys v „vánočním“ stylu. Společně s albem vyšel i singl „Where Did My X-mas Tree Go“ a nový videoklip. Na prosinec bylo naplánováno turné po Jihoafrické republice.
2015–2017: Turné po Austrálii a Novém Zélandu
Na konci února 2015 Denise Post-Van Rijswijk oznámila, že čeká své druhé dítě.
V roce 2016 skupina absolvovala turné po Austrálii a Novém Zélandu.
V listopadu a prosinci 2017 Vengaboys předskakovali skupině Steps na jejich turné Party on the Dancefloor.
2019: 20. výročí a EP Unplugged
V roce 2019 Vengaboys oslavili 20. výročí a vydali akustické verze písní „Boom, Boom, Boom, Boom“ a „We’re Going to Ibiza!“. Současně vyšlo i EP s názvem Unplugged.
2020–2021: Covery a remixy
V létě 2020 skupina vydala festivalovou verzi svého celosvětového hitu „Up & Down“ ve spolupráci s australským DJem a producentem Timmy Trumpetem, přičemž nová verze byla uvedena jako Timmy Trumpet x Vengaboys.
V září 2021 vydala skupina cover verzi skladby „1999“ od Charli XCX a Troye Sivana, přejmenovanou na „1999 (I Wanna Go Back)“. K písni vzniklo video ve stylu deep fake, kde hvězdy z obalů různých alb 90. let zpívají na playback a skupina se objevuje v úvodní znělce seriálu Přátelé na pohovce u fontány.
Ve stejném měsíci se Vengaboys zúčastnili turné 90’s Nostalgia: Electric Circus v Kanadě, zaměřeného na eurodance hudbu.
V prosinci 2024 Kim Sasabone oznámila, že si dává pauzu na odpočinek, a po zbytek turné ji nahradí Cilla Niekoop ze skupiny Ch!pz.

## Diskografie

### Alba (výběr)
- Up & Down – The Party Album (1998)
- The Party Album (1999)
- The Platinum Album (2000)
- The Best of Vengaboys (2010)
- Xmas Party Album (2014)

### Singly
| Název                                | Rok  | Album                       |
| ------------------------------------ | ---- | --------------------------- |
| Parada de Tettas                     | 1997 | Up & Down – The Party Album |
| To Brazil!                           | 1998 | Up & Down – The Party Album |
| Up & Down                            | 1998 | Up & Down – The Party Album |
| We Like to Party (The Vengabus)      | 1998 | Up & Down – The Party Album |
| Boom, Boom, Boom, Boom               | 1999 | The Party Album             |
| We're Going to Ibiza                 | 1999 | The Party Album             |
| Kiss (When the Sun Don't Shine)      | 1999 | The Platinum Album          |
| Shalala Lala                         | 2000 | The Platinum Album          |
| Uncle John from Jamaica              | 2000 | The Platinum Album          |
| Cheekah Bow Bow (That Computer Song) | 2000 | The Platinum Album          |
| Forever as One                       | 2001 | The Platinum Album          |
| Rocket to Uranus                     | 2010 | The Best of Vengaboys       |
| Hot, Hot, Hot                        | 2013 | –                           |
| 2 Brazil!                            | 2014 | –                           |
| Where Did My Xmas Tree Go            | 2014 | –                           |
| Supergeil                            | 2016 | –                           |
| The Sign                             | 2017 | –                           |